# Courroie synchrone
 (août 2016).
Si vous disposez d'ouvrages ou d'articles de référence ou si vous connaissez des sites web de qualité traitant du thème abordé ici, merci de compléter l'article en donnant les références utiles à sa vérifiabilité et en les liant à la section « Notes et références ».

Profil de courroie synchrone.

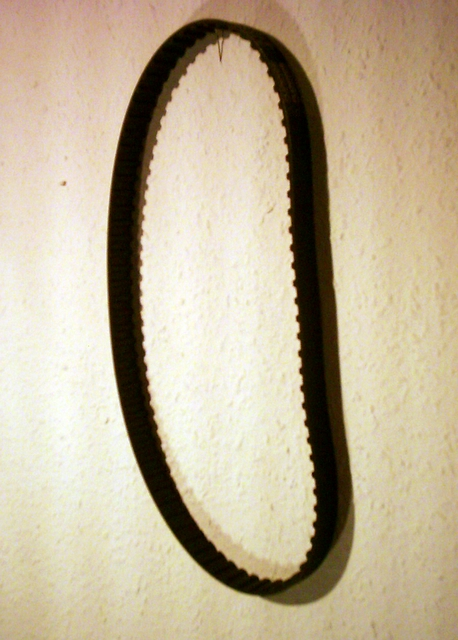
Courroie synchrone.

La courroie synchrone (parfois appelée courroie dentée ou, improprement, crantée) est une courroie dont la forme permet qu'elle engrène sans frottement avec un galet dont les dents s’adaptent à celle de la courroie.
La fonction de la courroie synchrone est d'assurer une transmission sans glissement (comme les chaînes ou les engrenages). Son utilisation la plus courante est la courroie de distribution en remplacement d'une transmission par chaîne ou par engrenage qui nécessite une lubrification permanente.

## Standards
| Symbole | Pas (mm) | Pas (in)     | Largeur (mm) | Largeur (in) | Largeur (in) |
| ------- | -------- | ------------ | ------------ | ------------ | ------------ |
| MXL     | 2,032    | 2/25 (8/100) | 3,175        | 1/8          | 0,12         |
| MXL     | 2,032    | 2/25 (8/100) | 4,763        | 3/16         | 0,19         |
| MXL     | 2,032    | 2/25 (8/100) | 6,350        | 1/4          | 0,25         |
| XL      | 5,080    | 1/5          | 6,350        | 1/4          | 0,25         |
| XL      | 5,080    | 1/5          | 7,938        | 5/16         | 0,31         |
| XL      | 5,080    | 1/5          | 9,525        | 3/8          | 0,37         |
| L       | 9,525    | 3/8          | 12,700       | 1/2          | 0,50         |
| L       | 9,525    | 3/8          | 19,050       | 3/4          | 0,75         |
| L       | 9,525    | 3/8          | 25,400       | 1            | 1,00         |
| H       | 12,700   | 1/2          | 19,050       | 3/4          | 0,75         |
| H       | 12,700   | 1/2          | 25,400       | 1            | 1,00         |
| H       | 12,700   | 1/2          | 38,100       | 3/2          | 1,50         |
| H       | 12,700   | 1/2          | 50,800       | 2            | 2,00         |
| H       | 12,700   | 1/2          | 76,200       | 3            | 3,00         |
| XH      | 22,225   | 7/8          | 50,800       | 2            | 2,00         |
| XH      | 22,225   | 7/8          | 76,200       | 3            | 3,00         |
| XH      | 22,225   | 7/8          | 101,600      | 4            | 4,00         |
| XXH     | 31,750   | 1 1/4        | 50,800       | 2            | 2,00         |
| XXH     | 31,750   | 1 1/4        | 76,200       | 3            | 3,00         |
| XXH     | 31,750   | 1 1/4        | 101,600      | 4            | 4,00         |
| XXH     | 31,750   | 1 1/4        | 127,000      | 5            | 5,00         |

## Désignation
- Courroie synchrone
- la longueur primitive
- le symbole de pas (MXL, XL, L, H, XH, XXH)
- la largeur de la courroie

Par exemple : Courroie synchrone 420 L 050

## Cas de la distribution (moteur thermique)
La courroie de distribution, qui synchronise le ou les arbres à cames avec le vilebrequin, a l'avantage de ne pas nécessiter de lubrification, contrairement aux synchronisations par chaîne. Cependant son vieillissement peut entraîner sa rupture, qui conduira à une désynchronisation des éléments moteur : les pistons peuvent alors entrer en collision avec les soupapes et les plier, provoquer le bris de l'arbre à cames (notamment sur les moteurs  Diesel) voire entrainer la destruction du moteur. C'est pourquoi son remplacement régulier est indispensable. Ce remplacement doit s'effectuer après un certain temps ou un certain kilométrage, selon les préconisations du constructeur (5 ans ou 80 000 km pour les moteurs courants).